# San Gregorio nelle Alpi
San Gregorio nelle Alpi este o comună din provincia Belluno, regiunea Veneto, Italia, cu o populație de 1.563 locuitori (1 ianuarie 2023) și o suprafață de 19,12 km².

## Demografie
San Gregorio nelle Alpi - evoluția demografică

|  | Graficele sunt indisponibile din cauza unor probleme tehnice. Mai multe informații se găsesc la Phabricator și la wiki-ul MediaWiki. |

Date: Recensăminte sau birourile de statistică - grafică realizată de Wikipedia